# Synagoga w Bratysławie
Synagoga w Bratysławie (słow. Synagóga v Bratislave) – synagoga znajdująca się w Bratysławie, stolicy Słowacji, na Starym Mieście przy ulicy Heydukovej 11. Jest obecnie jedyną czynną synagogą w mieście.
Synagoga została zbudowana w latach 1923–1926 według projektu Artura Szalatnai-Slatinskiego w stylu wczesnomodernistycznym. Obecnie służy niewielkiej społeczności żydowskiej Bratysławy i okolic.
Jej charakterystycznym elementem jest rząd modernistycznych kolumn znajdujących się przed fasadą główną. Wnętrze synagogi również utrzymane jest w stylu modernistycznym.